# 2009–2010-es horvát labdarúgó-bajnokság (első osztály)
A 2009–2010-es horvát labdarúgó-bajnokság élvonalának (szponzorált nevén: T-Com Prva HNL) küzdelmei 16 csapat részvételével 2009. július 24-én kezdődtek. A címvédő a Dinamo Zagreb csapata.

## A bajnokság rendszere
A pontvadászat 16 csapat részvételével zajlik, a csapatok a őszi-tavaszi lebonyolításban oda-visszavágós, körmérkőzéses rendszerben mérkőznek meg egymással. Minden csapat minden csapattal kétszer mérkőzik meg, egyszer pályaválasztóként, egyszer pedig idegenben. A bajnokság győztese a horvát bajnok, míg az utolsó három helyen végzett csapat kiesik a másodosztályba.

## Változások az előző szezonhoz képest
A korábbi szezonoktól eltérően 12 csapatosról 16 csapatosra emelték a horvát élvonal létszámát, ezért az előző szezon utolsó helyezett csapata osztályozót játszott a másodosztály 6. helyezett csapatával, míg az első három, illetve az 5. helyezett automatikusan feljutott. (A másodosztály 4. helyén a Slavonac végzett, azonban hazai stadionja nem felelt meg az előírásoknak, így visszalépett)
Az osztályozót a Croatia Sesvete nyerte, így az első osztályban maradt, kieső nem volt.
Feljutott a másodosztályból
- Istra 1961, a másodosztály bajnoka
- NK Karlovac, a másodosztály ezüstérmese
- Lokomotiva Zagreb, a másodosztály bronzérmese
- Međimurje Čakovec, a másodosztály 5. helyezettje

## Csapatok, stadionok, vezetőedzők
| Csapat            | Város       | Stadion                        | Befogad. | Vezetőedző             |
| ----------------- | ----------- | ------------------------------ | -------- | ---------------------- |
| Cibalia Vinkovci  | Vinkovce    | Cibalia Stadion                | 9 920    | Stanko Mršić           |
| Croatia Sesvete   | Zágráb      | Kranjčevićeva Stadion1         | 8 850    | Anto Petrović          |
| Dinamo Zagreb     | Zágráb      | Maksimir Stadion               | 37 168   | Krunoslav Jurčić       |
| Hajduk Split      | Split       | Poljud Stadion                 | 35 000   | Edoardo Reja           |
| Inter-Zaprešić    | Zaprešić    | Intera Stadion                 | 4 528    | Borimir Perković       |
| Istra 1961        | Fiume       | Kantrida Stadion1              | 10 275   | Elvis Scoria           |
| NK Karlovac       | Károlyváros | Branko Čavlović-Čavlek Stadion | 12 000   | Igor Pamić             |
| Lokomotiva Zagreb | Zágráb      | Maksimir Stadion1              | 37 168   | Roy Ferenčina          |
| Međimurje Čakovec | Csáktornya  | SRC Mladost Stadion            | 8 000    | Miljenko Dovečer       |
| NK Osijek         | Eszék       | Gradski vrt                    | 19 500   | Tomislav Steinbrückner |
| HNK Rijeka        | Fiume       | Kantrida Stadion               | 10 275   | Robert Rubčić          |
| Slaven Belupo     | Kapronca    | Gradski stadion                | 4 000    | Zlatko Dalić           |
| HNK Šibenik       | Šibenik     | Šubićevac Stadion              | 8 000    | Branko Karačić         |
| Varteks Varaždin  | Varasd      | Anđelko Herjavec Stadion       | 10 800   | Dražen Besek           |
| NK Zadar          | Zára        | Stanovi                        | 5 860    | Dalibor Zebić          |
| NK Zagreb         | Zágráb      | Kranjčevićeva Stadion          | 8 850    | Igor Štimac            |

1 A Horvát labdarúgó-szövetség előírása alapján minden élvonalbeli csapatnak úgynevezett minősített stadionnal kell rendelkeznie. A Croatia Sesvete, az Istra 1961 és a Lokomotiva Zagreb stadionját az előírásoknak megfelelően átépítik, a felújítás ideje alatt bérlőként más stadionban játsszák hazai mérkőzéseiket.

## A végeredmény
| #   | Csapat                 | M  | GY | D  | V  | G+ – G– | GK  | P                                    | Megjegyzések                                   |           |
| --- | ---------------------- | -- | -- | -- | -- | ------- | --- | ------------------------------------ | ---------------------------------------------- | --------- |
| 1.  | Dinamo ZagrebCV, K (B) | 30 | 18 | 8  | 4  | 70–20   | +50 | 62                                   | 2010–2011-es Bajnokok Ligája – 2. selejtezőkör |           |
| 2.  | Hajduk Split (KGY)     | 30 | 17 | 7  | 6  | 50–21   | +29 | 58                                   | 2010–2011-es Európa-liga – 3. selejtezőkör1    |           |
| 3.  | Cibalia Vinkovci       | 30 | 16 | 9  | 5  | 46–20   | +26 | 57                                   | 2010–2011-es Európa-liga – 2. selejtezőkör     |           |
| 4.  | HNK Šibenik            | 30 | 14 | 8  | 8  | 34–37   | −3  | 50                                   | 2010–2011-es Európa-liga – 1. selejtezőkör2    |           |
| 5.  | NK Osijek              | 30 | 13 | 8  | 9  | 49–36   | +13 | 47 \|rowspan="9" bgcolor="#FAFAFA"\| |                                                |           |
| 6.  | NK KarlovacÚ           | 30 | 12 | 11 | 7  | 32–23   | +9  | 47                                   |                                                |           |
| 7.  | Slaven Belupo          | 30 | 11 | 10 | 9  | 44–45   | −1  | 43                                   |                                                |           |
| 8.  | Lokomotiva ZagrebÚ     | 30 | 12 | 6  | 12 | 35–38   | −3  | 42                                   |                                                |           |
| 9.  | HNK Rijeka             | 30 | 10 | 10 | 10 | 49–44   | +5  | 40                                   |                                                |           |
| 10. | Varteks Varaždin       | 30 | 9  | 9  | 12 | 36–43   | −7  | 36                                   |                                                |           |
| 11. | Istra 1961Ú            | 30 | 9  | 8  | 13 | 31–40   | −9  | 35                                   |                                                |           |
| 12. | NK Zadar               | 30 | 9  | 7  | 14 | 27–41   | −14 | 34                                   |                                                |           |
| 13. | Inter-Zaprešić         | 30 | 10 | 3  | 17 | 36–50   | −14 | 33                                   | INT–ZAG 1:3 ZAG–INT 0:3                        |           |
| 14. | NK Zagreb (K)          | 30 | 9  | 6  | 15 | 43–49   | −6  | 33                                   | INT–ZAG 1:3 ZAG–INT 0:3                        | Druga HNL |
| 15. | Međimurje ČakovecÚ (K) | 30 | 8  | 5  | 17 | 37–61   | −24 | 29                                   |                                                | Druga HNL |
| 16. | Croatia Sesvete (K)    | 30 | 3  | 5  | 22 | 30–81   | −51 | 14                                   |                                                | Druga HNL |

Forrás: A Prva HNL hivatalos oldala (horvátul) 
A rangsorolás alapszabályai: 1. összpontszám, 2. gólkülönbség, 3. szerzett gólok száma. Amennyiben a bajnoki címet, európaikupa-indulást, vagy kiesést jelentő helyen alakul ki pontegyenlőség, úgy a csapatok sorrendjét az egymás elleni eredményeik alapján határozzák meg..
1A Hajduk Split nyerte a 2009–10-es horvát kupát, így a 2010–2011-es Európa-liga 3. selejtezőkörében jogosult indulni.
2Amennyiben a HNK Šibenik nem kap UEFA-klublicencet, úgy az 5. helyezett NK Osijek lesz jogosult a 2010–2011-es Európa-liga 1. selejtezőkörében indulni.
(B): Bajnokcsapat, (K): Kieső csapat, (F): Feljutó csapat, (I): Kupainduló, (R): A rájátszás győztese, (KGY): Kupagyőztes

## Kereszttábla
| Hazai \ Vendég1   | CIB | CRO | DIN | HAJ | INT | IST | KAR | LOK | MEĐ | OSI | RIJ | SBE | ŠIB | VAR | ZAD | ZAG |
| Cibalia Vinkovci  |     | 5–0 | 2–0 | 0–0 | 2–2 | 1–0 | 3–0 | 1–1 | 1–0 | 2–0 | 4–3 | 4–0 | 2–0 | 1–0 |     |     |
| Croatia Sesvete   | 0–3 |     | 2–5 | 3–1 | 2–2 | 0–3 | 1–2 | 2–1 | 1–2 | 1–1 | 1–2 | 2–2 | 1–2 | 1–4 |     |     |
| Dinamo Zagreb     | 1–1 | 6–0 |     | 0–0 | 3–1 | 7–1 | 1–1 | 1–0 | 4–0 | 5–0 | 6–0 | 5–0 | 2–1 | 0–0 | 1–1 |     |
| Hajduk Split      | 2–1 | 6–0 | 2–1 |     | 2–2 | 1–0 | 1–0 | 4–1 | 1–0 | 1–1 | 5–0 | 0–1 | 2–0 |     |     |     |
| Inter-Zaprešić    | 1–0 | 1–2 | 0–1 | 0–3 |     | 1–0 | 0–1 | 4–2 | 2–1 | 0–3 | 3–0 | 2–0 | 0–1 | 1–1 | 4–3 | 1–3 |
| Istra 1961        | 0–0 | 1–0 | 0–0 | 0–1 | 2–0 |     | 2–0 | 3–1 | 1–2 | 1–3 | 2–0 | 1–2 | 0–1 | 2–0 | 2–1 |     |
| NK Karlovac       | 3–0 | 0–0 | 1–3 | 1–0 | 1–1 |     | 0–1 | 2–0 | 1–0 | 2–0 | 0–0 | 0–2 | 1–1 | 2–0 | 0–0 |     |
| Lokomotiva Zagreb | 2–0 | 3–2 | 0–1 | 2–1 | 0–0 |     | 1–3 | 2–2 | 3–0 | 1–1 | 0–0 | 2–0 | 1–0 |     |     |     |
| Međimurje Čakovec | 0–2 | 2–1 | 1–4 | 1–1 | 2–1 | 4–2 | 1–1 | 0–3 |     | 1–1 | 1–5 | 1–1 | 4–0 | 0–0 | 3–0 | 4–2 |
| NK Osijek         | 2–0 | 0–0 | 0–1 | 1–1 | 4–2 | 3–0 | 0–1 | 3–0 | 3–1 |     | 1–0 | 0–1 | 3–0 | 1–1 | 3–0 | 5–3 |
| HNK Rijeka        | 1–1 | 4–2 | 2–2 | 2–0 | 3–1 | 2–0 | 1–1 | 6–0 | 4–0 | 1–1 |     | 2–3 | 0–1 | 3–3 | 3–2 | 3–1 |
| Slaven Belupo     | 1–1 | 4–0 | 0–1 | 2–1 | 5–2 | 3–0 | 1–3 | 1–0 | 3–2 | 5–2 | 1–1 |     | 2–2 | 2–3 | 2–1 | 2–0 |
| HNK Šibenik       | 0–2 | 2–0 | 2–1 | 0–1 | 0–0 | 1–1 | 1–0 | 0–0 | 1–0 | 2–2 | 1–0 | 0–0 |     | 2–1 | 1–1 | 3–1 |
| Varteks Varaždin  | 1–1 | 4–1 | 1–2 | 0–3 | 2–1 | 0–2 | 0–1 | 2–1 | 3–0 | 1–2 | 1–1 | 0–0 | 5–1 |     | 1–0 |     |
| NK Zadar          | 0–3 | 2–0 | 0–0 | 1–2 | 0–1 | 1–1 | 1–1 | 2–0 | 2–1 | 1–1 | 1–0 | 2–1 | 2–0 |     | 1–0 |     |
| NK Zagreb         | 0–1 | 4–2 | 1–0 | 1–1 | 0–3 | 1–1 | 4–2 | 2–4 | 2–1 | 1–0 | 1–1 | 3–3 | 0–2 | 3–0 | 4–0 |     |

Forrás: A Prva HNL hivatalos oldala (horvátul) 
1A hazai csapatok a bal oldali oszlopban szerepelnek.
Színek: Zöld = hazai győzelem; Sárga = döntetlen; Piros = vendéggyőzelem.
 

## A góllövőlista élmezőnye
Utolsó frissítés: 2010. április 11., forrás: A Prva-HNL hivatalos oldala (horvátul).
14 gólos
- Mario Mandžukić (Dinamo Zagreb)

13 gólos
- Pedro Morales (Dinamo Zagreb)

12 gólos
- Davor Vugrinec (NK Zagreb)

11 gólos
- Nino Bule (Lokomotiva Zagreb)

10 gólos
- Senijad Ibričić (Hajduk Split)

9 gólos
- Milan Badelj (Dinamo Zagreb)
- Miljenko Mumlek (Varteks Varaždin)
- Asim Šehić (Istra 1961)
- Ermin Zec (HNK Šibenik)

8 gólos
- Bojan Golubović (Međimurje)

## Külső hivatkozások
- Hivatalos oldal (horvátul)